# Qualificazioni al campionato europeo maschile di calcio 1968 - Quarti di finale

## Tabella riassuntiva
| Squadra 1   | Totale | Squadra 2        | Andata | Ritorno |
| ----------- | ------ | ---------------- | ------ | ------- |
| Bulgaria    | 3 - 4  | Italia           | 3 - 2  | 0 - 2   |
| Ungheria    | 2 - 3  | Unione Sovietica | 2 - 0  | 0 - 3   |
| Inghilterra | 3 - 1  | Spagna           | 1 - 0  | 2 - 1   |
| Francia     | 2 - 6  | Jugoslavia       | 1 - 1  | 1 - 5   |

## Risultati

### Andata
| Arbitro: | Gilbert Droz |

|              |           |  |
| Charlton 84’ | Marcatori |  |

| Arbitro: | Gerhard Schulenburg |

|                                               |           |                            |
| Kotkov 11’ (rig.) Dermendzhiev 66’ Zhekov 73’ | Marcatori | 60’ (aut.) Penev 83’ Prati |

| Arbitro: | Erwin Vetter |

|              |           |             |
| Di Nallo 78’ | Marcatori | 66’ Musemić |

| Arbitro: | Laurens van Ravens |

|                       |           |  |
| Farkas 21’ Göröcs 85’ | Marcatori |  |

### Ritorno
| Arbitro: | Gottfried Dienst |

|                          |           |  |
| Prati 14’ Domenghini 55’ | Marcatori |  |

| Arbitro: | Paul Schiller |

|                                              |           |              |
| Petković 2’, 32’ Musemić 13’, 79’ Džajić 14’ | Marcatori | 33’ Di Nallo |

| Arbitro: | Josef Krnavek |

|           |           |                       |
| Amaro 47’ | Marcatori | 54’ Peters 81’ Hunter |

| Arbitro: | Kurt Tschenscher |

|                                                   |           |  |
| Solymosi 22’ (aut.) Khurtsilava 59’ Byshovets 73’ | Marcatori |  |